# Arabel
L’Arabel est un radar de conduite de tir de lutte antiaérienne de type tridimensionnel à balayage électronique, produit par le groupe français Thales de 1989 à 2014. Destiné à la conduite de tir des missiles Aster, il est en service au sein de l’armée de l’air et de la Marine nationale françaises, de l’armée de terre italienne et de la marine royale saoudienne. Sa version navale équipe notamment les frégates de classe La Fayette et le porte-avions Charles de Gaulle.

## Historique

### Origines
L’origine du radar Arabel remonte à un accord conclu entre la direction générale de l'Armement, Thomson-CSF et l’Aérospatiale en 1982 sur un financement à d’études pour 1,5 million de francs. Celles-ci, qui devaient s’intégrer dans un programme commun avec le Royaume-Uni et l’Allemagne, intitulé SA-90/SAN-90, sont poursuivies par les seules parties françaises après l’échec de celui-ci. Elles portent sur un radar destiné à conduire le tir des missiles Aster, le système complet étant baptisé SAAM (Système Anti-Air Missile) et SAMP (Sol-Air Moyenne Portée). En 1988, l’Arabel est choisi comme radar de défense antiaérienne principal du futur porte-avions Charles de Gaulle et des futures frégates furtives de Classe La Fayette.
À la création d’Eurosam en 1989, l’Italie signale son intérêt pour le projet, et des négociations commencent avant d’échouer sur l’exigence italienne d’une intégration pour moitié au développement du système SAAM ; ce qui conduit ce pays à privilégier le radar EMPAR pour ses propres systèmes navals. Plus tard, le Royaume-Uni et l’Espagne négocient également une participation au projet, qui échoue à la suite du retrait de l’Espagne.

### Essais et entrée en service
Si les expérimentations avec des prototypes commencent dès 1989, les caractéristiques définitives du radar sont fixées en 1993. Le premier essai de la version définitive a lieu cette même année, et le premier tir d’un Aster dirigé par un Arabel a lieu en 1995. Les essais de la version navale ont lieu à bord du bâtiment d’essais et d’expérimentations Île d'Oléron de 1997 à 1999, année où une interception d’une cible évoluant à près de Mach 1 à 50 m d’altitude est réussie,.
Le premier Arabel de série est livré en 1997 pour être installé sur le Charles de Gaulle. La première commande à l’international a lieu la même année, à la suite de la signature du contrat Sawari II en 1994 ; les Saoudiens demandant, lors de la commande de leur troisième frégate, à ce que l’Arabel soit également installé sur les deux premières. Les premières commandes d’Arabel en version terrestre, dans le cadre du système SAMP/T, sont effectuées par la France et l’Italie en 1998. Les commandes définitives de systèmes terrestres pour ces deux pays sont effectuées via l’OCCAR en novembre 2003, et portent sur douze systèmes pour la France et six pour l’Italie. Leurs livraisons s’étalent de 2007 à 2014.
En octobre 2010, un Arabel installé au centre DGA Essais de missiles de Biscarrosse permet l’interception d’une cible simulant un missile balistique à moyenne portée.

### Échecs à l’export
L’Arabel a été proposé à l’export au Danemark, en 2006, qui y a préféré le SMART-L ; et au Royaume-Uni, en 2008, qui y a préféré une variante du SMART-L, le S1850M. En 2009, la Finlande y a préféré le NASAMS de Kongsberg.

## Caractéristiques
L’Arabel est un radar tridimensionnel équipé d’une antenne à balayage électronique passive rotative, tournant au régime de 60 tr/min. Son faisceau, de 2° en azimut, peut balayer jusqu’à 70° en élévation. La fréquence d’émission, en bande X, peut varier par paliers supérieurs à 10% de la gamme de fréquences possibles. La puissance, le format du signal et les autres caractéristiques radioélectriques sont contrôlées informatiquement.
À un même moment, le radar peut suivre jusqu’à 50 cibles différentes et dans toutes les directions, et permettre l’engagement de chacune par un missile Aster. Cela lui permet de contrer les attaques par saturation, y compris dans un environnement de guerre électronique.

### Arabel naval
La version navale de l’Arabel est employée dans le cadre du système SAAM (système anti-air missile), où elle est employée avec des missiles Aster 15. Elle permet la détection de missiles antinavires évoluant jusqu’à mach 2,5 et manœuvrant avec des accélérations jusqu’à 15 g, y compris en cas d’approche au ras des vagues ou d’attaque plongeante. En plus de la défense antimissile, l’Arabel naval offre des capacités de défense antiaérienne.
L’antenne doit être montée à une hauteur supérieure à 25 mètres au dessus du niveau de la mer. Le système peut être intégré sur des navires légers, à partir de 2 000 tonnes.

### Arabel terrestre
La version terrestre de l’Arabel est employée dans le cadre du système Système sol-air moyenne portée/terrestre (SAMP/T) - Mamba, où elle est employée avec des missiles Aster 15 ou 30. Par rapport à la version navale, elle dispose d’une électronique adaptée aux performances supérieures de l’Aster 30, et permet la défense antimissile, y compris contre les missiles balistiques tactiques, les missiles approchant à basse altitude, ou les missiles anti-radar, ainsi que la défense antiaérienne.
Le système est conditionné sous forme de shelter avec antenne escamotable, monté sur camion, habituellement des Renault TRM 10000. L’ensemble du système SAMP/T est aérotransportable par Lockheed C-130 Hercules ou par C-160 Transall ; après déploiement, le système peut être opérationnel en 45 minutes. Chaque Arabel peut contrôler jusqu’à quatre lanceurs Aster, à l’aide d’un circuit de transmission doublement redondant.

## Pays utilisateurs
- France :
  - Armée de l’air : SAMP/T[7],[8]
  - Marine nationale : frégates de Classe La Fayette, porte-avions Charles de Gaulle[9].
- Italie :
  - Armée de terre : SAMP/T[7]
- Arabie saoudite :
  - Marine royale : frégates de Type F 3000 S[9]